# Kasper Harlem Fosser
Kasper Harlem Fosser, né le 21 avril 1999, est un orienteur norvégien. Il devient champion du monde de course d'orientation longue distance en 2023,.